# Aurel Jecan
Aurel Jecan (n. 28 ianuarie 1943, Șimleu Silvaniei, Regatul Ungariei) este un politician român, ales deputat în legislatura 1992-1996, în județul Sălaj pe listele PUNR.
Aurel Jecan a fost validat ca deputat pe data de 24 noiembrie 1992 când l-a înlocuit pe deputatul Miron Chichișan. 